# فرانك بيرريس
فرانك بيرريس (بالإنجليزية: Frank Perris)‏ مواليد 28 مايو 1931 في تورونتو - الوفاة 17 مارس 2015 في وايت، كان متسابق دراجات نارية كندي. نافس في سباقات بطولة العالم لفئة 500 سي سي ولفئة 350 سي سي ولفئة 250 سي سي ولفئة 125 سي سي ولفئة 50 سي سي. كما شارك في كأس جزيرة مان السياحية. أفضل سنة له كانت 1965 عندما جاء فيها ثانيا في بطولة العالم لفئة 125 سي سي.